# Wuzłowe (obwód lwowski)

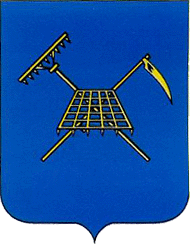
Herb z 1870

Wuzłowe, Chołojów (ukr. Вузлове) – wieś na Ukrainie, w obwodzie lwowskim, w rejonie czerwonogrodzkim (do 2020 w rejonie radziechowskim).
Znajduje tu się przystanek kolejowy Wuzłowe, położony na linii Lwów – Kiwerce.

## Historia
W 1920  pod Chołojowem toczyły się walki polskiej 1 Dywizji Jazdy płk. Juliusza Rómmla z sowiecką 45 Dywizją Strzelców i 14 Dywizją Kawalerii.
W II Rzeczypospolitej Chołojów był siedzibą gminy wiejskiej Chołojów w powiecie radziechowskim w województwie tarnopolskim. W 1921 roku liczył 4151 mieszkańców.